# Malorusko (2017)

Návrh vlajky Maloruska odvozený z praporu Bohdana Chmelnického

Malorusko (rusky Малороссия, Malorossija) byl název navrhovaného nástupnického státu Ukrajiny, navrženého prezidentem mezinárodně neuznané Doněcké lidové republiky v dokumentu zveřejněném dne 18. července 2017 během války na východě Ukrajiny. Iniciativu však nepodpořilo vedení sesterské Luhanské lidové republiky, které označilo krok za pochybný.

## Historie
V letech 2014 a 2015 vlády obou separatistických lidových republik usilovaly o sdružení ve společný stát nazvaný Novorusko (podle historického regionu Ruské říše). Iniciativu nakonec zastavily minské mírové dohody.

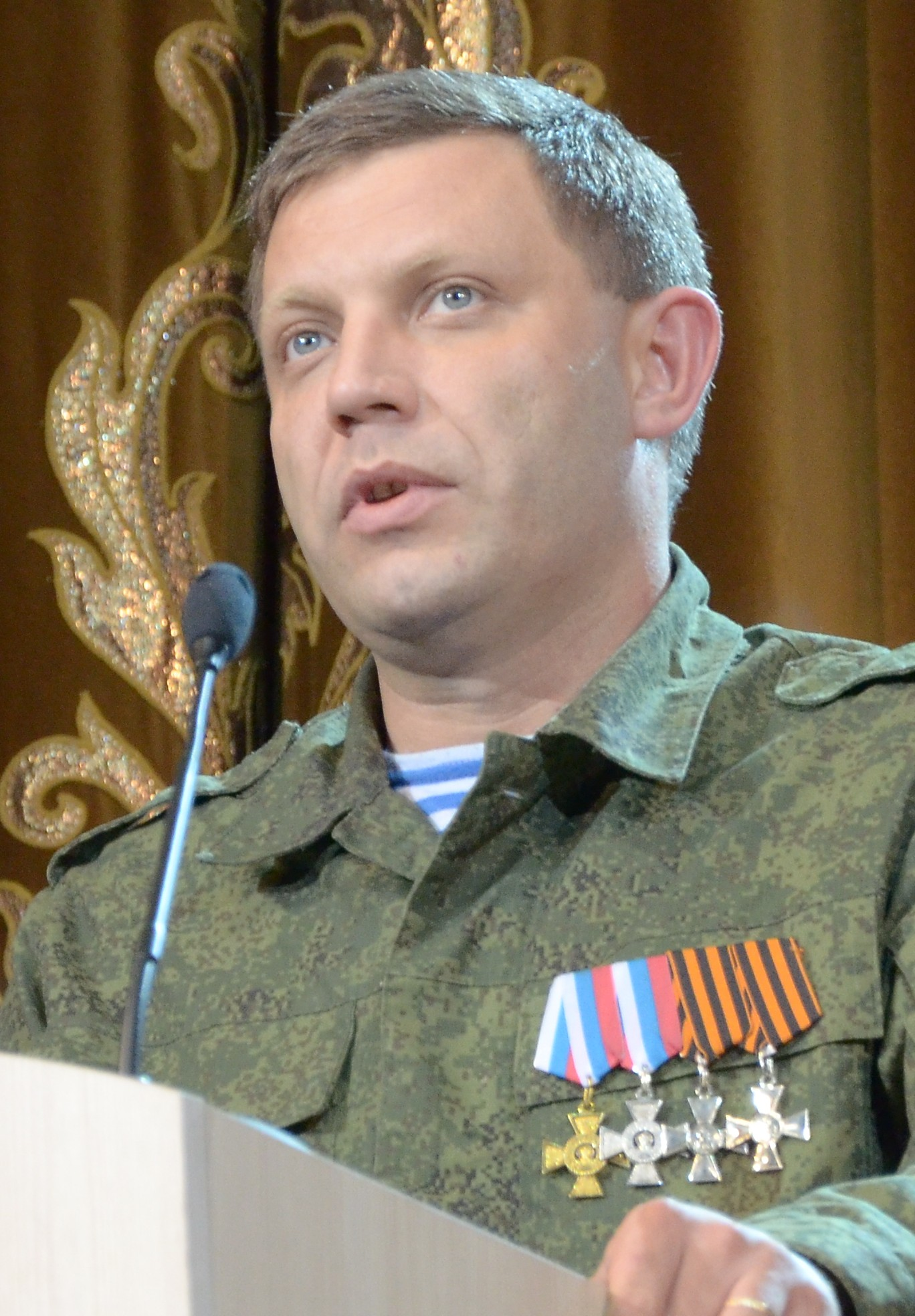
Alexandr Zacharčenko, prezident Doněcké LR

Dne 18. července 2017 oznámil vůdce Doněcké lidové republiky (DLR) Alexandr Zacharčenko vyhlášení státu Malorusko. Později téhož dne prezentoval vicepremiér Doněcké lidové republiky Alexandr Timofejev ústavní zákon o jeho založení. Podle jeho tvrzení se na založení měli kromě DLR podílet také Luhanská lidová republika (LLR) a zástupci 19 ukrajinských oblastí: Charkovské, Dněpropetrovské, Záporožské, Chersonské, Mykolajivské, Oděské, Sumské, Poltavské, Černihivské, Kirovohradské, Čerkaské, Rovenské, Volyňské, Ternopilské, Ivanofrankivské, Lvovské a Kyjevské, města Kyjeva a Donbasu. Totožnost údajně přítomných zástupců oblastí nebyla přiblížena. Představitelé Luhanské lidové republiky však účast na daném shromáždění popřeli, dle jejího vůdce Igora Plotnického s nimi nebyl projekt ani projednán. LLR dle něj „zůstává stoupencem minských dohod a bude požadovat jejich vykonání“.
Alexandr Zacharčenko necelý měsíc po vyhlášení tzv. projektu Malorusko oznámil, že „Malorusko nebude“, a nápad podle Doněcké tiskové agentury označil za nepodařený. Projekt podle Zacharčenka zkrachoval proto, že vyvolává odpor. Podle novinářských spekulací (např. podle Jevgenije Kiseljova) Zacharčenko od svého záměru ustoupil snad především proto, že se od této „politické tvořivosti“ distancoval Kreml.

## Charakteristika

Prapor Bohdana Chmelnického

Aktuální nadvláda nad Donbasem. Červená a růžová: města a oblasti pod kontrolou lidových republik DLR a LLR; oranžová barva: sporná města nebo území bojů; modré a žluté: města a oblasti ovládané ukrajinskou vládou.

Malorusko bylo prohlášeno nástupnickým státem Ukrajiny s hlavním městem Doněckem. Kyjev měl mít status historicko-kulturního centra. Za vlajku byl vybrán prapor Bohdana Chmelnického. Nárokovalo si území celé Ukrajiny vyjma Krymu anektovaného roku 2014 Ruskou federací.

## Ohlasy
Dle Alexandra Zacharčenka došlo k vyhlášení nového státu s cílem „zastavit občanskou válku a vyhnout se novým obětem“, dle Timofejeva Ukrajina „sama sebe zdiskreditovala“.
 Jevgen Malčuk, zástupce Ukrajiny v podskupině pro bezpečnost kontaktní skupiny mezi ukrajinskou vládou a povstaleckými územími, prohlásil, že posoudí nastalou událost a obrátí se s požadavkem na oficiální vyjádření na OBSE, ale že budou naléhat na pokračování rozhovorů.
 Dmitrij Peskov, mluvčí prezidenta Ruské federace Vladimira Putina, uvedl, že Zacharčenkovo prohlášení „je jeho osobní iniciativa“ a že Rusko je „oddáno minským dohodám.“ Dle Borise Gryzlova, zástupce Ruské federace v kontaktní skupině, „tato iniciativa nezapadá do minského procesu“, chápal ji jako „pozvánku k diskuzi bez legálních důsledků.“ Dále se dle jeho mínění mělo jednat o „prvek informační války, který není předmětem reálné politiky.“ Alexandr Lukaševič, stálý zástupce Ruské federace při OBSE, mínil, že se „tato prohlášení neslučují se závazky stran z minského souboru opatření.“ Alexej Česnakov, ředitel Centra politické konjunktury, se taktéž vyjádřil, že „projekt vytvoření Maloruska nemá nic společného s reálnou politikou“ a že „vyvolal velký rozruch, ale do měsíce na něj všichni zapomenou, včetně jeho autorů“.
 Ministerstvo zahraničních věcí Spojených států amerických ústy tiskové mluvčí Heather Nauertové vyjádřilo ohledně vyhlášení Maloruska své znepokojení.
 Výkonný předseda Organizace pro bezpečnost a spolupráci v Evropě a rakouský ministr zahraničí Sebastian Kurz se prostřednictvím Twitteru nechal slyšet, že je „znepokojen vývojem na Ukrajině – vyhlášením Maloruska“ a že by se strany „měly vyhnout činům ohrožujícím realizaci minských dohod.“